# Eggenstedt
Eggenstedt ist ein Ortsteil der Stadt Wanzleben-Börde im Landkreis Börde in Sachsen-Anhalt.

## Geografie
In der Gemarkung Eggenstedt im Norden der Magdeburger Börde liegt die südlichste der Allerquellen. Nahe Eggenstedt erreicht der bewaldete Höhenzug Hohes Holz im Edelberg 209 m ü. NN. Die Stadt Oschersleben (Bode) ist ca. zehn Kilometer, die Landeshauptstadt Magdeburg etwa 30 Kilometer von Eggenstedt entfernt.

## Geschichte

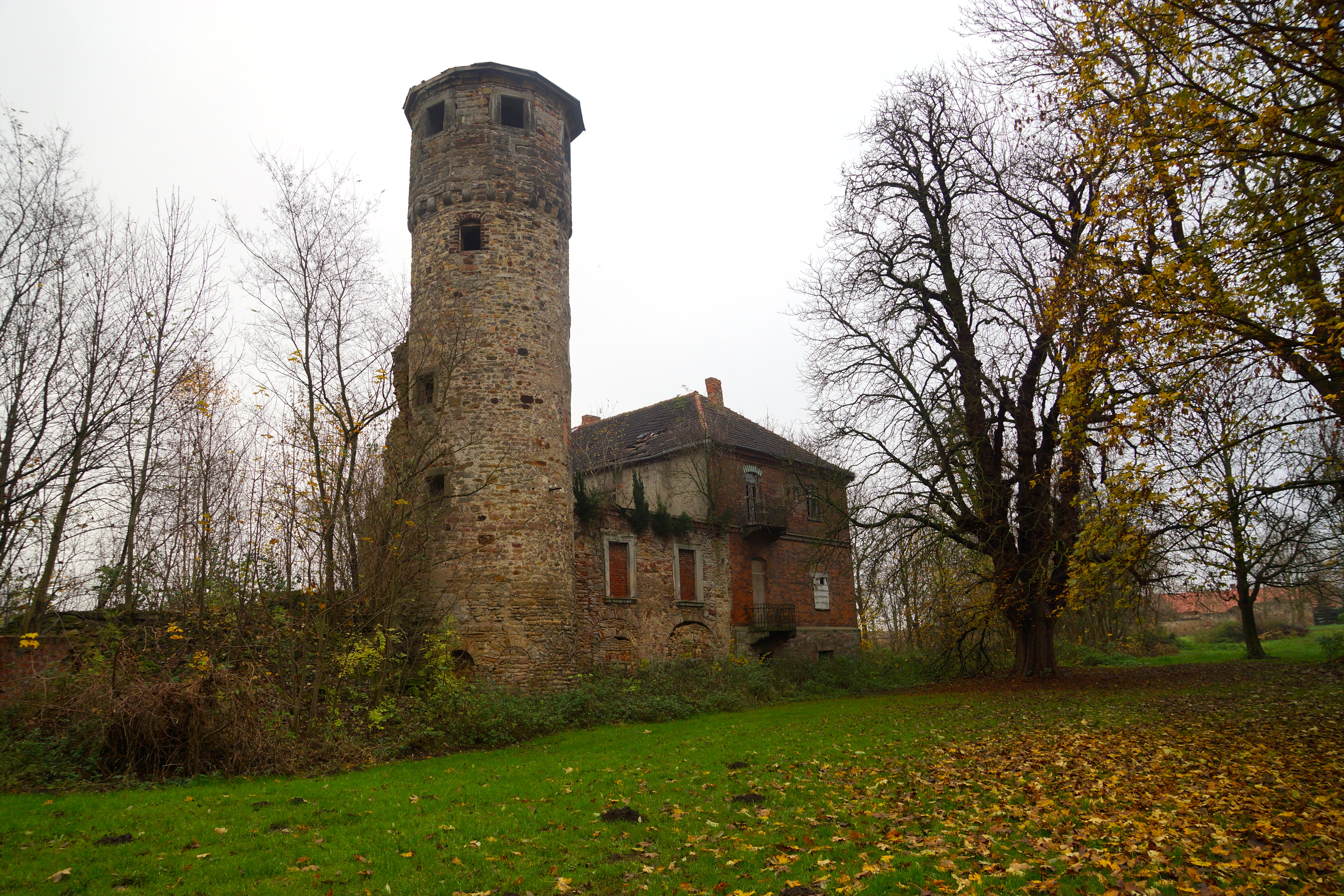
Gut Eggenstedt

Den ersten schriftlichen Nachweis der Existenz erbringt eine Urkunde des Konrad von Querfurt († 1142) aus dem Jahr 1135.
Gut Eggenstedt war zeitweise im Besitz derer von Asseburg.
Am 1. Januar 2010 schlossen sich die bis dahin selbstständigen Gemeinden Eggenstedt, Bottmersdorf, Domersleben, Dreileben, Groß Rodensleben, Hohendodeleben, Klein Rodensleben sowie die Städte Seehausen und Wanzleben zur neuen Stadt Wanzleben-Börde zusammen.

## Politik

### Wappen
Das Wappen wurde am 10. Februar 1999 durch das Regierungspräsidium Magdeburg genehmigt.
Blasonierung: „In Grün ein aufgerichteter, rot gezungter und bewehrter goldener Wolf mit untergeschlagener Rute.“
Die Farben der Gemeinde sind Grün - Gold (Gelb).
Die Lage des Ortes am „Hohen Holz“, einem hügeligen Waldgebiet inmitten der Börde, wird durch den grünen Schild symbolisiert. Der Wolf versinnbildlicht die folgende Sage:
Vor langer Zeit lebte ein alter Mann in der Nähe des Ortes. Er war zwar merkwürdig, aber sonst konnte ihm niemand etwas Böses nachsagen. Es war nur rätselhaft, dass öfters Lämmer spurlos aus den Schafherden verschwanden. Eines Tages wurde ein besonders niedliches Lämmchen geboren, welches dem Schäfer sofort ans Herz wuchs. Auch der Alte begehrte es, doch der Schäfer gab es nicht her. Als dieses Lämmchen dann ebenfalls verschwand, stellte der Schäfer den Alten zur Rede. Der bestätigte ihm höhnisch den Diebstahl. Daraufhin prügelte der Schäfer voller Wut auf den Alten ein, doch plötzlich war dieser verschwunden, und statt seiner stand ein mächtiger Wolf da. Dem setzten der Schäfer und seine Hunde weiter zu, so dass auch der Wolf arge Prügel bezog. Schließlich verwandelte sich der Wolf in einen Dornenbusch, doch der Schäfer zerhackte ihn. Da verwandelte sich der Alte wieder zurück und bat um Gnade, aber der rasende Schäfer erschlug ihn.
Die Stelle, wo der Alte verscharrt wurde, kennzeichnete noch viele Jahre der sogenannte Werwolfstein.

### Flagge
Die Flagge ist grün-gelb-grün gestreift (Querflagge: Streifen von links nach rechts, Hissflagge: Streifen von oben nach unten verlaufend) mit aufgelegtem Wappen auf dem breiteren gelben Mittelstreifen.

## Verkehrsanbindung
Eggenstedt liegt an der Landstraße von Seehausen nach Ausleben, es besteht eine weitere Straßenverbindung durch das Hohe Holz nach Oschersleben (Bode). Der Autobahn-Anschluss Eilsleben (A 2) ist ca. 16 km von Eggenstedt entfernt. Der Bahnhof im 8 km entfernten Eilsleben liegt an der Bahnlinie Magdeburg–Braunschweig.

## Kultur

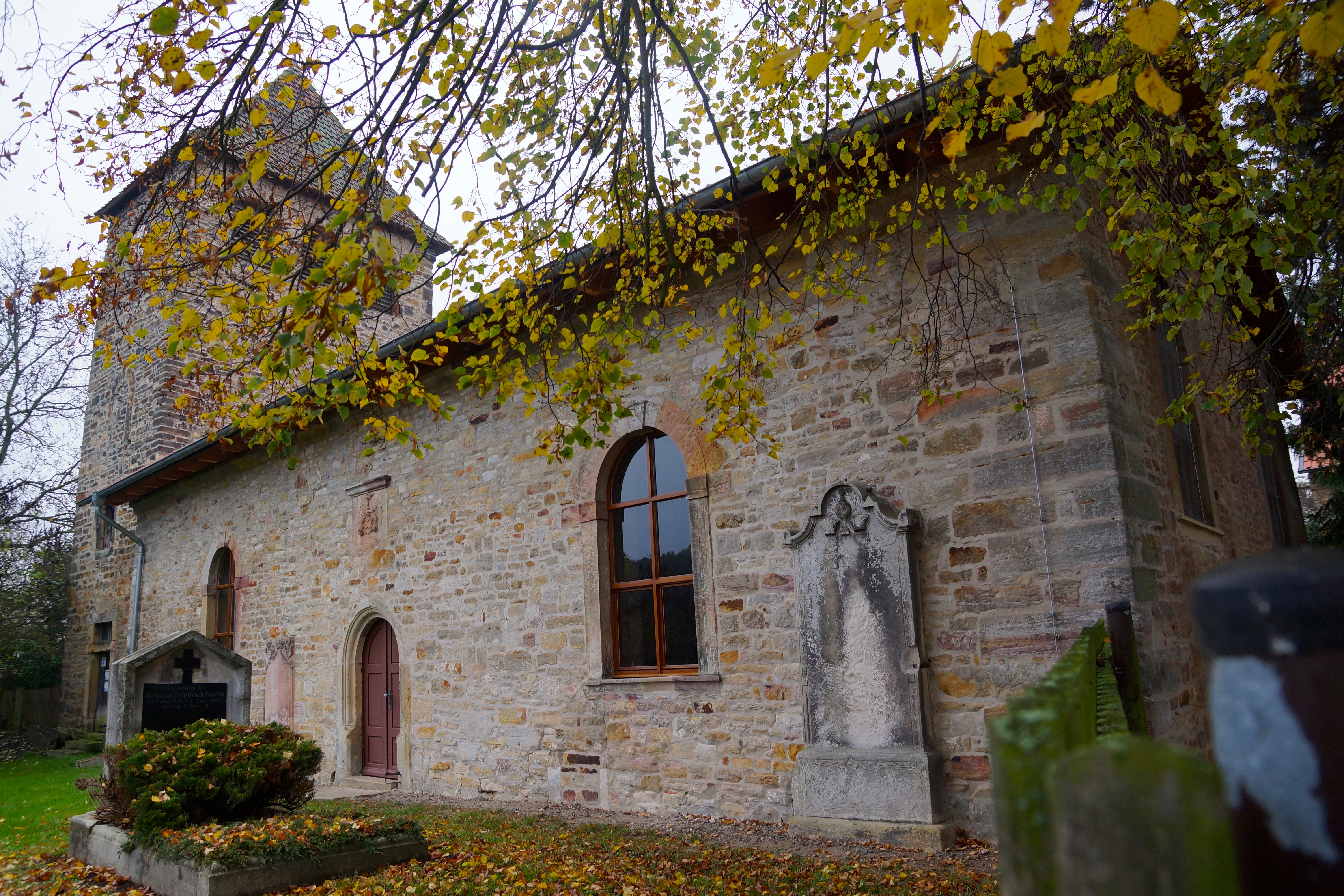
Dorfkirche

Im Kirchenkreis Egeln, Evangelische Kirche in Mitteldeutschland, liegt die Dorfkirche. Ihr 1946 eingestürztes Dach wurde 2010 geschlossen.

## Persönlichkeiten
Rosamunde Juliane von der Asseburg